# 1935 chez Disney
Cet article présente la liste des évènements de la Walt Disney Productions ayant eu lieu en 1935.

## Événements

### Janvier
- 5 janvier 1935, Sortie de la Silly Symphony Le Lièvre et la Tortue[1],[2]
- 19 janvier 1935, Sortie du Mickey Mouse Robinson Mickey (Mickey's Man Friday)[3]

### Février
- 23 février 1935, Sortie du Mickey Mouse La Fanfare (The Band Concert)[4], l'un des premiers "Mickey" en couleurs

### Mars
- 16 mars 1935, Sortie du Mickey Mouse Les Joyeux Mécaniciens (Mickey's Service Station)[5]
- 22 mars 1935, Sortie de la Silly Symphony Le Roi Midas (The Golden Touch)[6],[7]

### Avril
- 8 avril 1935, Une amie des Disney envoie une lettre demandant l'adaptation de Pinocchio, futur Pinocchio (1940)[8]
- 13 avril 1935
  - Sortie du Mickey Mouse Mickey's Kangaroo[3]
  - Sortie de la Silly Symphony Le Petit Chat voleur (The Robber Kitten)[9] (ou 20 avril)
- 20 avril 1935, Sortie de la Silly Symphony Le Petit Chat voleur (The Robber Kitten)[10] (ou 13 avril)

### Mai
- 11 mai 1935, Sortie de la Silly Symphony Bébés d'eau (Water Babies)[11],[12]
- 25 mai 1935, Sortie de la Silly Symphony Carnaval des gâteaux (The Cookie Carnival)[13],[14]

### Juin
- 26 juin 1935, Sortie de la Silly Symphony Qui a tué le rouge-gorge ? (Who Killed Cock Robin?)[15],[16]

### Juillet
- 4 juillet 1935, Le journaliste et auteur italien Lo Duca se réjouit dans une lettre adressée à Disney à l'idée d'une adaptation de Pinocchio, futur Pinocchio[8]
- 13 juillet 1935, Sortie du Mickey Mouse Le Jardin de Mickey (Mickey's Garden)[17]

### Août
- 3 août 1935, Sortie du Mickey Mouse Mickey pompier (Mickey's Fire Brigade)[17]
- 31 août 1935, Sortie du Mickey Mouse Le Jour du jugement de Pluto (Pluto's Judgement Day)[18]

### Septembre
- 28 septembre 1935, Sortie du Mickey Mouse Mickey patine (On Ice)[19]

### Octobre
- 5 octobre 1935, Sortie de la Silly Symphony Jazz Band contre Symphony Land (Music Land)[20],[21]
- 26 octobre 1935, Sortie de la Silly Symphony Trois petits orphelins (Three Orphan Kittens)[22],[23]

### Novembre
- 30 novembre 1935, Sortie de la Silly Symphony Cock o' the Walk[24],[25]

### Décembre
- 14 décembre 1935, Sortie de la Silly Symphony Broken Toys[26],[27]